# Université d'État de Californie à Fullerton
L’université d'État de Californie à Fullerton (California State University, Fullerton) est l'un des campus de l'université d'État de Californie situé à Fullerton en Californie, aux États-Unis.
Les Cal State Fullerton Titans sont l'équipe sportive de ce campus de l'université.

## Personnalités liées à l'université

### Professeurs
- Siobhan Brooks, professeur d'African-American Studies[2]